# 센스 앤 센서빌리티
《센스 앤 센서빌리티》(영어: Sense And Sensibility)는 1995년에 개봉한 영국, 미국의 로맨스 영화로, 제인 오스틴의 1811년작 소설 《이성과 감성》을 영상화한 작품이다. 대만 출신의 리안 감독이 연출했고, 에마 톰슨, 케이트 윈슬렛, 앨런 리크먼, 휴 그랜트가 각각 등장인물 엘리너 대시우드, 매리앤 대시우드, 브랜던 대령, 에드워드 페러스를 연기했다. 린지 도런이 제작했고 각본은 에마 톰슨이 직접 각색했다. 큰 호평을 받아 그해 아카데미 시상식에서 일곱 개 부문에 후보로 올랐으며, 톰슨이 각색상을 수상했다.

## 줄거리
헨리 대시우드가 사망하자 그의 아내와 세 딸인 엘리너, 메리앤, 마거릿은 연간 500파운드의 상속만 남게 된다. 그의 유산의 대부분인 노랜드 파크는 전처와의 아들인 존에게 남겨진다. 존과 그의 탐욕스럽고 거만한 아내 패니는 즉시 그 큰 집에 자리 잡는다. 패니는 그녀의 오빠인 에드워드 페러스를 초대하여 함께 머물게 한다. 그녀는 에드워드와 엘리너 사이의 싹트는 우정에 대해 걱정하는데, 그가 더 좋은 사람과 만날 수 있다고 믿기 때문이다. 그래서 그녀는 그것이 로맨틱한 관계로 발전하는 것을 막기 위해 모든 노력을 다한다.
과부가 된 대시우드 부인의 사촌인 존 미들턴 경은 그녀에게 데번셔의 바튼 파크에 있는 자신의 영지 안에 있는 작은 오두막집을 제공한다. 그녀와 딸들은 그곳으로 이사하여 바튼 파크의 잦은 손님이 된다. 메리앤은 나이 많은 브랜던 대령을 만나는데, 그는 그녀에게 첫눈에 반한다. 그녀의 애정을 놓고 경쟁하는 사람은 매력적인 존 윌러비인데, 그녀는 그와 사랑에 빠진다. 나중에 어느 날 아침, 그녀는 그가 자신에게 결혼 제안을 할 것으로 예상하지만, 그는 대신 급히 런던으로 떠난다.
존 경의 장모인 제닝스 부인은 그녀의 딸과 사위인 팔머 부부에게 방문을 요청한다. 그들은 가난한 루시 스틸을 데리고 온다. 루시는 엘리너에게 자신과 에드워드가 5년 동안 비밀리에 약혼했음을 털어놓고, 이로 인해 엘리너가 그와 함께할 미래에 대한 희망은 꺾인다. 제닝스 부인은 루시, 엘리너, 메리앤을 런던으로 데려가 그곳에서 무도회에서 윌러비를 만난다. 그는 그들의 아는 체를 거의 하지 않으며, 그들은 그가 매우 부유한 그레이 양과 약혼했다는 것을 알게 된다. 메리앤은 위로할 수 없을 정도로 절망한다. 브랜던 대령은 그의 양녀 베스, 그의 옛 연인 엘리자의 사생아 딸이 윌러비의 아이를 임신했고 그에게 버림받았음을 밝힌다. 윌러비의 이모인 앨런 부인은 이 사실을 알게 되자 그를 상속에서 제외시켰다. 에드워드와 루시의 약혼도 드러난다. 에드워드의 어머니는 그에게 약혼을 파기하라고 요구한다. 그가 명예롭게 거절하자, 그의 재산은 그에게서 빼앗겨 그의 남동생 로버트에게 주어진다.
데번셔로 돌아오는 길에 엘리너와 메리앤은 윌러비 근처에 사는 팔머 부부의 시골 저택에서 하룻밤을 묵는다. 메리앤은 윌러비의 저택을 보러 가는 것을 참지 못하고 폭우 속에서 먼 길을 걸어간다. 그 결과, 그녀는 심하게 병에 걸리고 브랜던 대령에게 구조된 후 엘리너의 간호로 건강을 회복한다. 메리앤이 회복된 후 자매는 집으로 돌아온다. 그들은 루시가 페러스 부인이 되었으며, 그들이 그녀가 에드워드와 결혼했다고 추정한다. 그러나 에드워드가 도착하여 루시는 사실 현재 부유해진 그의 남동생 로버트와 결혼했으며, 따라서 에드워드는 그의 약혼에서 벗어났음을 설명한다. 에드워드는 엘리너에게 청혼하고 교구 목사가 되며, 메리앤은 브랜던 대령과 결혼한다.

## 출연
- 에마 톰슨 - 엘리너 대시우드
- 앨런 리크먼 - 브랜던 대령
- 케이트 윈슬렛 - 매리앤 대시우드
- 휴 그랜트 - 에드워드 페러스
- 그레그 와이즈 - 존 윌러비
- 로버트 하디 - 존 미들턴 경
- 해리엇 월터 - 패니 페러스 대시우드
- 이멜다 스탠턴 - 샬럿 제닝스 파머
- 휴 로리 - 파머 씨
- 에밀리 프랜스와 - 마거릿 대시우드
- 제마 존스 - 대시우드 부인
- 제임스 플리트 - 존 대시우드
- 엘리자베스 스프리그스 - 제닝스 부인
- 이머전 스터브스 - 루시 스틸
- 리처드 럼즈든 - 로버트 페러스
- 톰 윌킨슨 - 대시우드 씨
- 론 비달 - 그레이 양

## 한국판 성우진(KBS) (2013년 9월 27일)
- 박희은 - 엘리너 대시우드(에마 톰슨)
- 정미숙 - 매리앤 대시우드(케이트 윈슬렛)
- 임수아 - 제닝스 부인 (엘리자베스 스프리그스)
- 손정아 - 대시우드 부인(젬마 존스)
- 설영범 - 브랜든 대령(앨런 릭맨)
- 안경진 - 샬롯 제닝스 팔머(이멜다 스탠턴)
- 장광 - 존 미들턴(로버트 하디) / 헨리 대시우드(톰 윌킨슨) / 해리스 의사(올리버 포드 데이비스)
- 오인성 - 존 대시우드(제임스 플릿) / 팔머(휴 로리)
- 은미 - 패니 대시우드(해리엇 월터)
- 양석정 - 존 윌러비(그레그 와이즈)
- 박지윤 - 루시 스틸(이모겐 스터브스)
- 남도형 - 에드워드 페라스(휴 그랜트)
- 안소이 - 마가렛 대시우드(에밀리 프랑수아) / 그레이 양(론 비달)
- 장민혁 - 로버트 페라스(리처드 럼스든) / 토마스(이안 브림블)